# Astèrix i el calderó
Astèrix i el calderó (títol original en francès: Astérix et le Chaudron) és el tretzè àlbum de la sèrie Astèrix el gal de René Goscinny (guió) i Albert Uderzo (dibuix), publicat en francès el 1969. El tiratge original va ser 1.100.000 exemplars.

## Sinopsi
Per no pagar els seus impostos, Moralelàstix, un avar cabdill gal deixa tot els diners del seu poble a un calderó i demana a Copdegarròtix que els guardi al seu poble fins que hagi marxat el qüestor romà. Copdegarròtix accepta, deixant-los sota custòdia d'Astèrix; però durant la nit, roben els diners. El Consell del Poble, per tant, i d'acord amb el codi d'honor gal, ha de desterrar a Astèrix, i aquest haurà de restablir els diners per tal de poder tornar, sempre acompanyat per Obèlix, qui vol compartir el destí del seu amic.

## Comentaris
- Aquest és un dels pocs àlbums on Goscinny fa una al·lusió directa a l'Ocupació. Moralelàstix es defensa de fer negocis amb els romans dient que "sempre els faig pagar el doble del preu que hagués demanat als gals", sentència clàssica entre els col·laboracionistes (p. 7).
- Al teatre (p. 29), l'actor s'anomena Sarabernardus, homenatge a l'actriu Sarah Bernhardt
- Entre el públic del teatre, i asseguts als costats del Prefecte, trobem a René Goscinny i Albert Uderzo (p. 30): Uderzo parla amb el Prefecte, mentre que Goscinny, a la dreta, diverteix als seus veïns amb bromes.
- El cobrador d'impostos romà (p. 43) és una caricatura de Valéry Giscard d'Estaing, el ministre de finances francès en aquells moments i que posteriorment seria President.
- Quan Astèrix i Obèlix ataquen al qüestor romà hi ha una picada d'ull a la complexitat de la burocràcia fiscal francesa. (p. 47-48)
- Obèlix proposa que una manera de guanyar diners seria narrar les seves aventures, però es troba amb l'oposició d'Astèrix que afirma que "això no ens donarà diners mai" (p. 17). La broma es troba en què, en aquells moments, la sèrie Astèrix el Gal ja estava fent guanyar molts diners a Goscinny i Uderzo.
- En la seva primera aparició, el Capità dels Pirates diu que els gals els van fer embarrancar. Això no és del tot correcte, car en l'aventura anterior (Astèrix als Jocs Olímpics) es veu com el pal major del vaixell s'enfonsa mentre que els gals tornen des de Grècia; mentre que a l'àlbum Astèrix a Bretanya (el vuitè de la sèrie) sí que deixen el vaixell encallat però no enfonsat. En algunes numeracions de la sèrie, l'orde de les aventures està modificat, i Astèrix a Bretanya precedeix a Astèrix i el Calderó, amb la qual cosa sí que es donaria la continuïtat.[1]
- Aquesta és l'única aventura en la qual els Pirates tenen un final feliç, quan els cauen casualment al vaixell els diners del calderó. També és una de les poques aventures en la qual no perden el vaixell, tot i que són estomacats a l'inici de l'aventura (p. 16)
- El duel entre Astèrix i Moralelàstix al final de l'àlbum (p. 47) és una de les rares ocasions en què es veu a Astèrix usant la seva espasa, tot i que sempre la porta (posteriorment l'usa a El regal del Cèsar)
- El bard Asseguratòrix acaba lligat i penjat d'un arbre, amb la lira penjant al costat, al banquet fina (p. 48)
- La història gira al voltant del complot de Moralelàstix, que només és descobert per la intel·ligència d'Astèrix. En canvi, Obèlix no pot entendre-la.